# Вівсянка лучна
Вівсянка лучна (Emberiza aureola) — птах родини Вівсянкові. В Україні гніздовий, перелітний вид.

## Морфологічні ознаки
Маса тіла: 19-23 г, довжина тіла: близько 15 см. У дорослого самця в шлюбному вбранні верх голови, спина, плечі і великі покривні пера верху крил, а також поперек і надхвістя темно-каштанові, на спині темні риски; лоб, вуздечка, щоки, покривні пера вух і горло чорні; воло і решта низу, крім білого підхвістя, яскраво-жовті; на волі вузький каштановий «нашийник»; боки тулуба з темною строкатістю; малі і середні покривні пера верху крил білі; махові пера темно-бурі, зі світлою облямівкою; хвіст темно-бурий, крайні стернові пера з білою барвою; дзьоб зверху сірий, знизу жовтуватий; ноги світло-бурі; в позашлюбному вбранні каштанові й чорні пера зі світлою облямівкою; горло жовте. У дорослої самки верх голови темно-бурий, зі світлою поздовжньою смугою, яка проходить через тім'я; «брови» і горло білуваті; щоки буруваті, окреслені темно-бурими смугами; спина сірувато-бура, з темною строкатістю; поперек і надхвістя рудуваті, з темними рисками; низ жовтуватий, на волі й боках тулуба темні риски. Молодий птах подібний до самки, але білий колір на голові й жовтий на нижній частині тулуба замінені вохристим.
Відмінності від схожих видів: дорослий самець від дорослого самця чорноголової вівсянки відрізняється каштановим «нашийником» і каштановим верхом голови, а в шлюбному оперенні — також чорним горлом. Самка і молодий птах від самки і молодого птаха звичайної і городньої вівсянок — світлою смугою, яка проходить через тім'я, і жовтуватою нижньою щелепою, а від городньої вівсянки — також рудуватими попереком і надхвістям.

## Поширення
Гніздиться майже на всій території Росії та Східної Європи. Західна межа ареалу доходить до Фінляндії, східна — до берегів Японії. Зимує в Південній частині Китаю і в Південно-східній Азії. В Україні гніздовий, перелітний. Поширений на Північно-Східному Поліссі.

## Середовище існування
Луки в заплавах річок. Співає з великою інтенсивністю, сидячи на кущах або стеблах трав.

## Звуки
Пісня — короткий мелодійний свист, поклик — різке «тсік» або «тсі».

## Розмноження

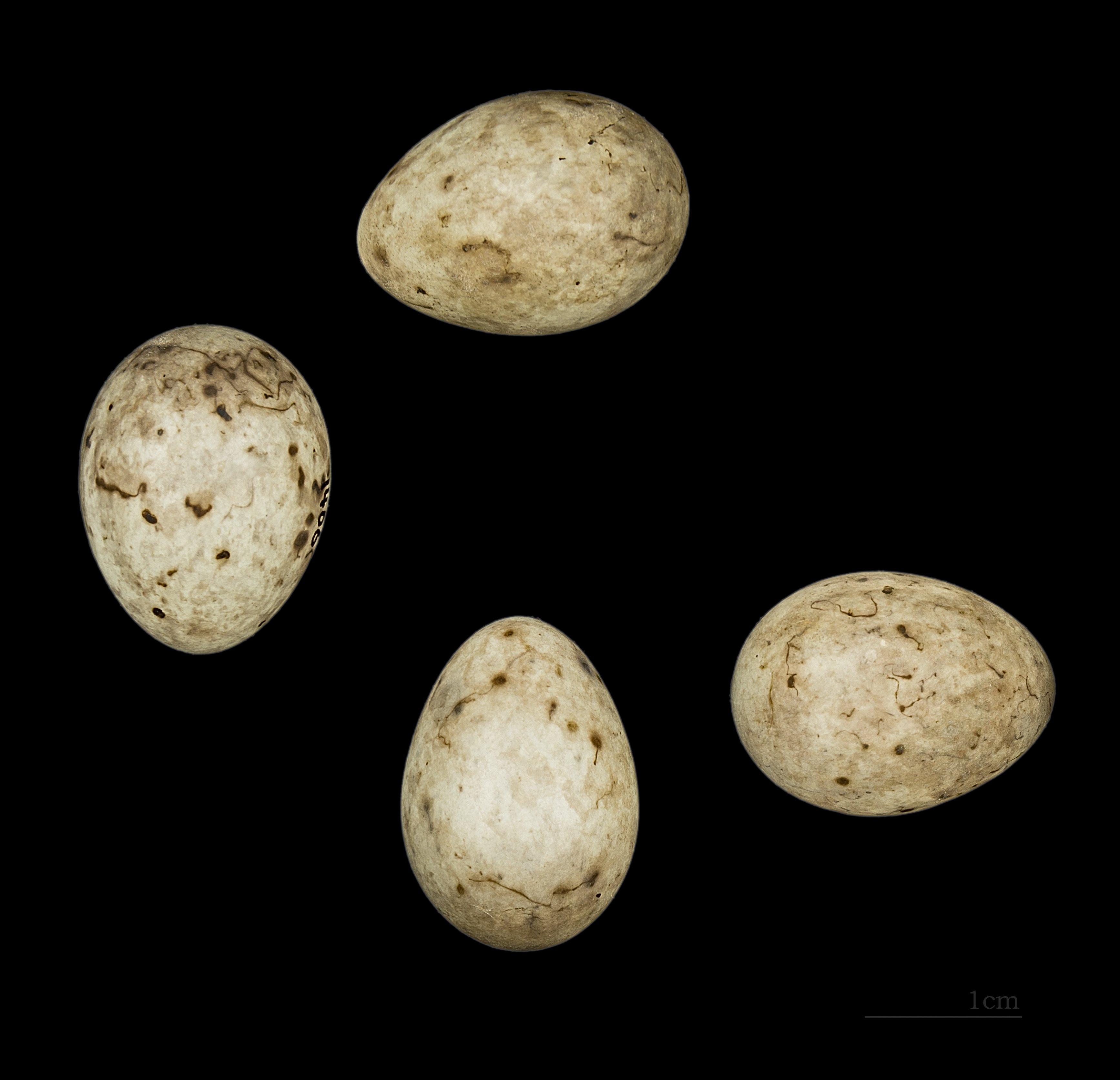
Яйця в оологічній колекції

В Європі віддає перевагу вологим місцеперебуванням — річковим долинам, лукам з чагарниками, болотам, заплавам і узліссям. Гніздиться, як і більшість вівсянок, на землі. У кладці 4-5 блискучих зеленувато-сірих або оливкових з бурими цятками яєць. Насиджує переважно самка, самець годує її і зрідка змінює. Термін насиджування — 13 днів, пташенята залишають гніздо через два тижні. У рік буває тільки один виводок, так як птахи рано відлітають на зимівлю — на початку серпня. Прилітають до місць гніздування також досить пізно — у травні. З цієї ж причини післяшлюбне линяння відбувається на місцях зимівель.

## Живлення
Птахи живляться насінням і комахами.